# Gmina Łosice
Die Gmina Łosice ist eine Stadt-und-Land-Gemeinde im Powiat Łosicki der Woiwodschaft Masowien in Polen. Sitz des Powiats und der Gemeinde ist die gleichnamige Stadt mit etwa 7050 Einwohnern.

## Geographie
Die Gemeinde liegt im Osten der Woiwodschaft. Die Grenze nach Belarus ist etwa 20 Kilometer entfernt. Nachbargemeinden sind Huszlew, Mordy, Olszanka, Platerów, Przesmyki und Stara Kornica.

## Geschichte
Die Landgemeinde wurde 1973 gebildet. Stadt- und Landgemeinde wurden 1990/1991 zur Stadt-und-Land-Gemeinde zusammengelegt. Ihr Gebiet gehörte bis 1975 zur Woiwodschaft Warschau. Es kam dann bis 1998 zur Woiwodschaft Biała Podlaska; der Powiat wurde in dieser Zeit aufgelöst. Zum 1. Januar 1999 kam die Gemeinde zur Woiwodschaft Masowien und wurde wieder Sitz des Powiats.
Bis 1954 bestand auf dem Gebiet die Landgemeinde Gmina Świniarów, die in Gromadas aufgelöst wurde. Der Powiat Łosicki war bis 1956 ein Teil des Powiats Siedlecki.

## Gemeinde
Die Stadt-und-Land-Gemeinde (gmina miejsko-wiejska) Łosice besteht aus der Stadt selbst und 21 Orten mit Schulzenamt (sołectwo):
Biernaty Średnie
Chotycze
Chotycze-Kolonia
Czuchleby
Dzięcioły
Jeziory
Łuzki
Meszki
Niemojki
Niemojki (osada)
Nowosielec
Patków
Prusy
Rudnik
Stare Biernaty
Szańków
Szańków-Kolonia
Świniarów
Toporów
Woźniki
Zakrze